# 코렛떼 코이데스카?
《コレって恋ですか?》(코렛떼 코이데스카? 번역: 이게 사랑인가요?)는 일본 인기 생방송 BJ인 コレコレ(코레코레)가 프로듀스하는 일본 여성 생방송 네이티브 아이돌이다. 운영 회사는 주식회사 라이버이다. 그룹 이름은 줄어서 '코레코이'.

## 개요
일본 인기 BJ인 코레코레가 프로듀스한 아이돌 그룹 'Kore:ct (코렉트)'가 소속사와의 계약 해제에 의해 2019년 8월26일(월)에 활동을 완전 종료했다. 이에 따라 후속 그룹을 새로 시작하기 위해 "코레코레 걸즈 오디션 '이라는 이름으로 주식회사 라이버 주최로 멤버 모집을 시작했다.
2019년 6월 하순부터 약 2개월간 실시된 ' 코레코레 걸즈 오디션 '(주최: 주식 회사 라이버 )으로 5명 멤버가 결정되었다.
프로듀서인 코레코레는 "아이돌에 재미라는 요소가 더해졌다면 좋은 그룹 만들기가 할 수 있다고 생각해서 프로듀스 활동을 시작했다"고 말했다.
그룹의 컨셉은 "생방송 네이티브 아이돌'이다.

## 멤버의 새 예명과 그룹 이름 명명에 대하여

### 그룹 이름
그룹 이름은 Twitter에서 일반 공모를 실시했다. 생방송 BJ인 코레코레의 트윗캐스팅(TwitCasting) 생방송 중에서도 시청자로부터 많은 안이 모집되었다. 이러한 모집을 바탕으로 코레코레와 주식 회사 라이버가 트윗캐스팅 생방송에서 실시한 시청자의 설문조사를 참고해 그룹 이름과 멤버의 예명을 결정했다.

### 멤버 예명
결정은 트윗캐스팅 내에서 앞서 열려, 그 때 생방송은 총 시청자수 36만 5천명을 넘어, 최대 동시 시청자수는 3만 4천명 이상을 기록했다.

## 멤버
| 이름                      | 오디션시의 이름                                                    | 맴버 색깔 | 생일             | 혈액형 |
| ------------------------- | ------------------------------------------------------------------ | --------- | ---------------- | ------ |
| 四葉このは(요쯔바 코노하) | とかげちゃん(토카게짱)                                             | 연두색    | 2003년 11월 11일 | A형    |
| 癒愛みうち(큐어 미우치)   | きゅあみうち(큐어 미우치)                                          | 핑크색    | 1999년 12월 11일 | O형    |
| 小羽空まい(코하쿠 마이)   | はくまい(하쿠마이)                                                 | 빨간색    | 2001년 10월 6일  | O형    |
| 恋遙ひより(코하루 히요리) | [恋遙ひより(코하루 히요리)는 이전부터 사용하던 예명을 그대로 사용] | 노란색    | 2003년 11월 29일 | O형    |
| 彩葉ちえり(이로하 치에리) | さくらい(사쿠라이)                                                 | 보라색    | 2000년 8월 9일   | AB형   |
| 蒼唯みも(아오이 미모)     | みも(미모)                                                         | 파란색    | 2000년 3월 7일   | B형    |

## 음악

### 뮤직 비디오
| 곡명                                    | 작사가                  | 작곡가                  | 공개 일    |
| --------------------------------------- | ----------------------- | ----------------------- | ---------- |
| 友達以上恋愛未満(친구이상 사랑미만)     | 法戸佑樹(호토 유키)     | 法戸佑樹(호토 유키)     | 2019/12/20 |
| ストリーミングラバーズ(스트리밍 러버스) | 法戸佑樹(호토 유키)     | 法戸佑樹(호토 유키)     | 2020/02/19 |
| show / do!                              | 葉月ゆら(하즈키 유라)   | 森慎太郎(모리 신타로)   | 2020/03/19 |
| ライフビューイング(라이프 뷰잉)         | 宮入俊悟(미야이리 슌고) | 宮入俊悟(미야이리 슌고) | 2020/06/26 |